# Das Haus am Nonnengraben
Das Haus am Nonnengraben ist der Titel eines im Jahr 2007 erschienenen Kriminalromans von Karin Dengler-Schreiber. Er ist ihr erster Roman, der unter dem Pseudonym Anna Degen veröffentlicht wurde, und setzt eine Reihe von Kriminalromanen fort, die in Bamberg spielen.

## Inhalt
Der Roman ist in 27 Kapitel gegliedert. Die im Folgenden verwandten Überschriften dienen der Strukturierung, im Roman sind sie nicht vorhanden.

### Prolog
Zu Anfang des Romans steht ein kurzer Prolog, der dem Leser fälschlich den Eindruck vermittelt, einen Einblick in die Gedankenwelt des Mörders der Geschichte zu erhalten. In Wirklichkeit werden dem Leser die Gedanken einer männlichen Person mitgeteilt, die den Mord zwar plant, ihn aber nicht begeht, da ihm ein anderer zuvorkommt. Der vermeintliche Mörder denkt über das „perfekte Alibi“ für den Mord an einer Frau nach. Auch sein Motiv wird offenbart. Es geht ihm um ein Haus, das er gerne zu seinem Eigentum machen würde.

### Tanja und eine tote Frau
Im eigentlichen Roman, der aus der Sicht eines Er-Erzählers geschrieben ist, wird zunächst die Bekanntschaft der Protagonistin Hanna Tal mit einer jungen Stadtstreicherin beschrieben. Die Historikerin Dr. Hanna Tal ist mit einem Kellerobjekt beschäftigt, als ihr eine Bamberger Zeitung einen Zusatzjob anbietet. Sie soll einen Artikel über das verwahrloste „Haus am Nonnengraben“ schreiben. Eine Reihe Leser hatten sich bei der Zeitung über den Zustand des Hauses beschwert, weshalb nun nachgeforscht werden soll. Bei der Recherche vor Ort lernt sie die knapp achtzehnjährige Streunerin und Vollwaise Tanja kennen, die zusammen mit ihrem Baby Unterschlupf in dem Haus gefunden hat. Das Mädchen erzählt ihr, dass sie zuvor bei ihrer Tante gelebt hat, von dieser jedoch misshandelt wurde. Wenig später macht Hanna Tal eine grausame Entdeckung. Die Hausbesitzerin Frau Rothammer, eine ältere Dame, sitzt seit Wochen ermordet an ihrem Küchentisch. Tanja versichert, dass sie nichts mit dem Mord zu tun hat, die alte Dame hätte ihre Anwesenheit stillschweigend geduldet, ihr sogar einmal ein Babygläschen vor die Tür gestellt. Der Mord geschah, als sie ein paar Tage bei einer Freundin zu Besuch gewesen war. Sie fleht Hanna Tal an, sie nicht bei der Polizei zu melden. Hanna Tal gerät in einen Gewissenskonflikt, einerseits muss sie den Mord melden, andererseits glaubt sie der jungen Frau. Es gelingt ihr, ihre Tante Kunigunde zu überreden, Tanja und ihren kleinen Sohn für ein paar Tage bei sich aufzunehmen.

### Staatsanwalt Benno Berg
Hanna Tal meldet den Mord nicht bei der Polizei, sondern wendet sich an den Staatsanwalt Benno Berg, den sie vor kurzem auf einer Party kennen gelernt hat. Sie hat auf der Party deutlich gespürt, wie angetan er von ihr gewesen war. Sie erzählt ihm unter Tränen, dass sie Frau Rothammer im Haus am Nonnengraben tot aufgefunden hat, erfindet jedoch eine Lügengeschichte, um die Existenz des Mädchens mit dem Baby zu verheimlichen. Die weibliche Raffinesse geht nicht auf, das Gespräch verläuft ganz anders als geplant. Benno Berg, der seit der Party Schmetterlinge im Bauch spürt und sich zu der attraktiven Hanna hingezogen fühlt, durchschaut sofort, dass sie nicht die Wahrheit spricht, und verhält sich ihr gegenüber ungewohnt kühl und distanziert. Als die Spurensicherung nachweist, dass sich Hanna zusammen mit einer weiteren Person im Haus aufgehalten hat, stattet er ihr einen wütenden Besuch ab. Er ist sich sicher, dass Hanna einen Mann, vermutlich den Mörder, deckt. Sein Tonfall verrät Hanna, dass ihn in Bezug auf diesen vermeintlichen Mann Gefühle der Eifersucht plagen. Hierdurch geschmeichelt erzählt sie Benno die wahre Geschichte. Doch Benno Berg reagiert abermals nicht wie erwartet. Er glaubt, dass das Mädchen Tanja eine Lügnerin und vielleicht sogar die Mörderin ist. Dummerweise droht er damit, Tanja das Kind wegzunehmen, um sie zum Reden zu bringen, vor allem aber will er wissen, wo sie sich aufhält. Nun ist Hanna Berg außer sich vor Zorn. Sie will Tanja auf keinen Fall verraten. Die beiden trennen sich im Streit.

### Tante Kunigunde
Hanna Tal möchte Tanjas Unschuld beweisen und weitere Informationen für den Artikel sammeln. Sie nimmt sich vor, die Hintergründe der Familie Rothammer und deren Nachkommen zu erforschen und stöbert in den Büchern der Staatsbibliothek. Dabei findet sie heraus, dass sich das Anwesen am Nonnengraben lange Jahre im Besitz der Familie Dechant befand, bis es schließlich im Jahre 1836 von Adalbert Rothammer erworben wurde und seither im Besitz der Familie Rothammer ist. Tante Kunigunde, die Tanjas kleinen Sohn sofort in ihr Herz geschlossen hat, kümmert sich indes rührend um die beiden neuen Hausgenossen. Sie kannte die ermordete Elfi Rothammer aus ihrer Jugendzeit. Allerdings spricht die sonst so herzensgute Kunigunde alles andere als nett von der Toten. Elfi sei ein Luder gewesen, ein Flüchtlingskind, das immer etwas besseres sein wollte und viele Menschen unglücklich gemacht hat. Sie sei aber auch umwerfend schön gewesen, sämtliche Knaben habe sie in ihren Bann gezogen, was ihr wiederum den Spott der Mädchen einbrachte. Tante Kunigunde erinnert sich, wie sich Elfi den Arthur Rothammer „geangelt“ hat. Arthur und Karla Rothammer, die beiden Kinder der reichen Familie Rothammer und Stars ihrer damaligen Clique, hätten sich mit einem anderen Geschwisterpaar, Anton und Christine Dechant angefreundet – Arthur und Christine bzw. Anton und Karla schienen ein Paar zu sein. Doch da sei etwas unvorhergesehenes geschehen. Elfi machte sich durch einen ungeschickten Ausdruck zum Gespött der Clique, Arthur jedoch stand ihr zur Seite und begleitete sie nachhause. Kurze Zeit später wurde die Hochzeit der beiden bekanntgegeben. Tante Kunigunde gibt Hanna den Tipp, sich mit Anneliese Kurt, der ehemaligen Haushälterin der Rothammers, zu unterhalten. Anneliese Kurt war jahrzehntelang Dienstmädchen bei den Rothammers, bis Elfi sie entlassen hat.

### Kürtchen
Hanna stattet der Neunzigjährigen, die jetzt im Arbeiterwohlfahrt-Altersheim wohnt, einen Besuch ab. Die kleine weißhaarige Frau wirkt sehr nett und gepflegt auf Hanna. Anneliese Kurts Meinung über Elfi Rothammer ist jedoch in keiner Weise besser als die ihrer Tante. Sie sieht in Elfis Tod so etwas wie eine ausgleichende Gerechtigkeit, denn Elfi habe alles zerstört, was ihr wichtig war: Die Familie, das Haus, Arthur. Anneliese Kurt, genannt „Kürtchen“, war für Arthur und Karla Rothammer eine Art Ersatzmutter, nachdem ihre leibliche Mutter sie verlassen hatte. Kürtchen erzählt Hanna, dass es Karla furchtbar getroffen hat, dass ihr Bruder diese Elfi geheiratet hat. Karla und Elfi haben sich gehasst. Elfi hat es nicht ertragen, dass Arthur seine Schwester lieb gehabt hat. Als Karla schwanger wurde und nicht sagen wollte, wer der Vater ist, gab es einen fürchterlichen Streit zwischen Arthur und Karla, infolgedessen Karla das Haus verließ und nie wieder zurückkehrte. Anneliese Kurt erinnert sich an das zufriedene Gesicht von Elfi, die sich freute, ihre verhasste Schwägerin loszuhaben. Am Ende der Unterhaltung überlässt sie Hanna Tal leihweise die Briefe, die ihr Karla all die Jahre seit dem Verlassen des Hauses am Nonnengraben geschrieben hat. Anhand der Briefe erkennt Hanna das Ausmaß der Tragödie: Karlas erster Sohn starb drei Wochen nach der Geburt. Sie bekam dann mit einem anderen Mann wieder einen Sohn, den sie Joschi nannte. Karla quälte sich all die Jahre über, denn sie liebte Arthur nicht als Bruder, sondern als Mann. Sie litt schrecklich unter der Trennung von Arthur, nicht wissend, dass er genauso tiefe Gefühle für sie empfand. In seinem Testament drei Tage vor seinem Tod vererbte er ihr neben einem beträchtlichen Vermögen auch alle seine Bücher und Aufzeichnungen. Darin fand sie ihr gewidmete Gedichte, die seine Liebe für sie offenbarten. Die Trauer über Karlas Verlust hatte ihn schließlich in den Selbstmord getrieben. Karlas Sohn Joschi, der zunächst große Schwierigkeiten machte, besserte sich und wurde Zahnarzt. Einundzwanzig Jahre später als ihr Bruder starb Karla an Brustkrebs. Hanna Tal ist tief ergriffen von Karlas Schicksal. Karla tat alles, um eine sexuelle Beziehung mit Arthur zu vermeiden. Aber auch Elfi tut ihr leid. Es muss schlimm für sie gewesen sein, mit einem Mann verheiratet zu sein, der sie nur genommen hat, um von der Liebe zu seiner Schwester loszukommen, und der das dann nicht schafft, sondern, während er mit Elfi verheiratet ist, verzweifelt seine Schwester liebt.

### Illegale Geldgeschäfte
Zur gleichen Zeit verfolgen Staatsanwalt Benno Berg und die Polizei bei ihren Recherchen eine ganz andere Spur. Benno Berg durchsucht Elfi Rothammers Dokumente, die im Haus am Nonnengraben gefunden wurden. Dabei stößt er auf Arthur Rothammers Testament. Er staunt nicht schlecht, als er liest, dass seine Ehefrau Elfi durch das Testament praktisch enterbt wurde, hingegen eine verschollene Schwester und eine weitere Frau, Frau Anneliese Kurt, zusammen genauso viel erhielten. Zu guter Letzt war da auch noch die Rede von einer Arthur-Rothammer-Stiftung, als deren Verwalter und Stiftungsvorstand Rothammers Freund, Rechtsanwalt Norbert Böschen, bestimmt wurde. Vom aktuellen Stiftungsreferenten der Stadt erfährt er, dass in den Amtsunterlagen keine derartige Stiftung verzeichnet sei. Nachforschungen ergeben, dass die entsprechende Akte vorlag, jedoch verschwunden ist. Interessant dabei ist für Benno Berg, dass im fraglichen Jahr 1979 ausgerechnet Stadtdirektor Karl Bolz Stiftungsreferent war. Karl Bolz stand seit längerem in Verdacht, dass er bei einer größeren Anzahl von Bauprojekten Bestechungsgelder in seine eigenen Taschen wandern ließ. Höchstwahrscheinlich war es auch Bolz, der die entsprechende Akte aus dem Archiv des Stiftungsreferates mitgenommen hat.
Benno sucht Rechtsanwalt Böschen in seinem Büro auf und befragt ihn bezüglich Elfi Rothammer und der Stiftung. Böschen schwärmt von der einstigen Schönheit Elfi Rothammers, die die Frau seines Freundes Arthur war. Allerdings erzählt er auch, dass Elfi mit ihm – Böschen – auf fast aggressive Weise geflirtet hätte, wie er im Nachhinein herausfand, tat sie das, um Arthur eifersüchtig zu machen. Dieser verhielt sich Elfi gegenüber jedoch eher gleichgültig, wirklich wichtig sei ihm das Haus am Nonnengraben gewesen, mit dem habe er einen unglaublichen Kult getrieben. Als Benno von dem Testament erzählt, verfärbt sich Böschens rundes Gesicht. Offenbar wusste er nicht, dass es ein zweites Exemplar gab. Von Böschen erfährt Benno, dass der Zweck der Stiftung in der Förderung der Kunst lag. Das Haus am Nonnengraben sollte nach Elfis Tod als Künstlerbegegnungsstätte eingerichtet werden. Die Stiftung sei eine Idee von Arthur Rothammer gewesen, um sicherzugehen, dass Elfi das Haus nach seinem Tod nicht verkauft. Das Haus sollte seinen Namen tragen, damit man sich an ihn erinnern würde. Elfi habe getobt, als sie von der Stiftung erfuhr, sie hatte aber das Wohnrecht und auch viel Geld geerbt. Benno verlangt von Böschen die Stiftungsurkunde und die Abrechnungen über die Verwendung der Gelder. Doch Böschen, dem die Sache sichtlich unangenehm ist, verweigert dies zunächst, verweist aber dann darauf, dass sich ein Teil der Akten beim eigentlichen Vorstand der Stiftung, Karl Bolz, befinden, und verspricht sie für den nächsten Tag. Benno, der noch mitbekommt, dass Böschen und Bolz miteinander telefonieren, versucht Bolz umgehend in seinem Büro abzupassen, doch dieser hat sich unter falschem Vorwand bereits verabschiedet. Benno erhält die Akten zwar am nächsten Tag, er ist sich aber sicher, dass sie in der Zwischenzeit manipuliert wurden.
Stadtdirektor Bolz spricht ähnlich abfällig über Elfi Rothammer. Nach der standardmäßigen Lobeshymne auf Elfis frühere Schönheit bemerkt er, dass sie mit der Zeit immer komischer und geldgieriger wurde, manchmal habe er gedacht, sie sei vielleicht verrückt. Er frage sich, wozu sie das Geld so dringend benötigt hat, so verlottert wie sie war. Arthur Rothammer, der sehr vermögend war, habe einen großen Teil seines Vermögens in dieser Stiftung festgelegt, vermutlich weil er die Habgier seiner Frau kannte. Mit einem Teil des Stiftungsertrages sollte Haus und Garten instand gehalten werden. Doch Elfi hat die Handwerker gar nicht ins Haus gelassen oder hat sie beschimpft. Schließlich hätten er und Böschen keinen Handwerker mehr gefunden, der bereit war, einen Auftrag zu übernehmen. Seine prahlerische Bemerkung, dass Elfi nach dem Tod ihres Mannes für „Trost“ empfänglich war, bestätigt sich wenig später, als Benno von Bolzens Sekretärin Frau Grüner angerufen wird. Sie wurde tags zuvor von Bolz entlassen und erzählt, dass Bolz, Böschen und Frau Rothammer die Stiftung „unter sich ausgemacht“ hätten und dass sie wohl auch eine Sexbeziehung miteinander hatten. Zuletzt war es jedoch so, dass Bolz und Böschen sehr zum Leidwesen der Frau Rothammer den Kontakt zu ihr abblockten.

### Benno in Sorge um Hanna
Natürlich hat Benno Berg nicht vergessen, dass er den Aufenthaltsort der jungen Frau mit dem Baby ermitteln muss, doch augenblicklich denkt er mit den illegalen Geldgeschäften im Zusammenhang mit der Arthur-Rothammer-Stiftung eine heiße Spur zu verfolgen, die mehr zur Lösung des Falls beitragen könnte. Längst schämt er sich für das wenig feinfühlige Gespräch mit Hanna. Zwar hatte er ihr gesagt, sie solle sich zur Verfügung halten, da sie in diesem Fall eine wichtige Zeugin ist, doch schon seit Tagen erreicht er sie nicht. Er macht sich inzwischen große Sorgen um sie.

### Zahnarzt Joschi Schneider
Hanna denkt gar nicht daran aufzutauchen. Sie hat für den Nachmittag einen Termin mit Herrn Anton Dechant, einem pensionierten Gymnasiallehrer, in München vereinbart. Als Nachfahre einer Bamberger Gärtnerfamilie ist er Eigentümer verschiedener Immobilien, die sie für ihr Kellerkataster bearbeitete. Außerdem besaß er Unterlagen aus dem Haus am Nonnengraben. Sie hatte mit ihm vereinbart, die Unterlagen in seiner Wohnung einzusehen. Da es zeitlich passt, beschließt sie zuvor noch den Zahnarzt Joschi Schneider, Karlas Sohn und Elfis Erbe, aufzusuchen. Schließlich war er der einzige noch lebende Verwandte der Familie Rothammer. Hanna betritt die topmodische Zahnarztpraxis des, wie sie erstaunt feststellen muss, bildschönen Arztes Joschi Schneider. Auch Joschi Schneider ist beeindruckt, als er Hanna sieht, und behandelt sie bevorzugt. Hanna erklärt, sich im Gesicht gestoßen zu haben, und lässt darum ihre Zähne kontrollieren, die jedoch tadellos sind. Kurz darauf schwindelt sie ihm vor, eine Journalistin zu sein, die über die Veränderung des Freizeitverhaltens von Zahnärzten berichten soll, und bittet ihn um eine private Unterredung in einem Café. Joschi Schneider hat eine andere Idee: Er lädt sie für denselben Abend zu sich nachhause zum Essen ein. Obwohl seine Absichten eindeutig sind und sie es obendrein für möglich hält, dass er der Mörder ist, nimmt sie seine Einladung an. Ihre Neugierde ist zu groß, sie will unbedingt herausfinden, was er über seine Tante weiß.
Hanna erinnert sich an den Termin bei Herrn Dechant, der nicht weit entfernt von der Praxis in einem Mietshaus lebt. Der alte Mann, seit zwei Jahren Witwer, lässt sie eintreten, wobei Hanna sich beherrschen muss wegen seines schlechten Mundgeruchs nicht zurückzuzucken. Aber er hat sich auch bemüht, sich für seinen Besuch feinzumachen und hat Kuchen besorgt. Während Hanna sich in die Akten vertieft, wird sie durch das pausenlose Gerede des alten Herrn in ihrer Konzentration gestört. Sie ist darum froh, als er in die Küche verschwindet, um Kaffee zuzubereiten. Als er erstaunlich lange wegbleibt, kommt sie in die Küche und sieht, wie er drei verschiedene Zeitungen vor sich liegen hat und den Artikel mit dem Aufmacher „Die Leiche am Küchentisch“ liest. Während des Kaffees plaudern sie noch eine Weile, Hanna kann die spießigen und kleinkarierten Ansichten des Herrn Dechant kaum ertragen. Nach Elfi Rothammer befragt, äußert er sein Unverständnis darüber, dass sich Arthur, damals der begehrteste junge Mann weit und breit, ausgerechnet von Elfi, einem Flüchtling einfangen ließ. Hanna ist froh, als sie endlich das Haus verlassen kann.
Am Abend schlüpft sie in ihr neues Kleid und macht sich auf den Weg zu Joschi Schneider, der sie schon mit einem köstlichen kalten Buffet erwartet. Sie verwickelt ihn in ein kurzes Gespräch über seine Mutter, wobei er ein paarmal bemerkt, dass sie ihn in manchen Dingen an seine Mutter erinnert. Er erzählt, dass sich seine Mutter im Gegensatz zu seinem Vater gut um ihn gesorgt hat, aber irgendwie war er bei ihr nie die Nummer eins, die er so gerne gewesen wäre. Ansonsten berichtet er nur, dass er keinerlei Verwandte mehr hätte. Als Hanna ein paar Minuten allein im Wohnzimmer ist, schnüffelt sie auf Joschis Schreibtisch herum. Als er plötzlich zurückkommt, versteckt sie den Brief, den sie gerade in der Hand hält, in ihrem Kleid. Überraschenderweise erzählt Joschi Hanna von seinen Geldsorgen, doch Augenblicke später küsst er sie hart auf den Mund. Sie tut, als wolle sie zur Toilette, entwischt stattdessen aber aus Joschis Haus und rettet sich in ihr Auto.
Doch damit nicht genug, beschließt Hanna schon am nächsten Tag das Spielcasino Bad Wiessee zu besuchen, da sie bei Joschi eine Streichholzschachtel mit der Werbung des Casinos gesehen hat. Anfangs tut sie sich noch schwer, da ihr die Regeln nicht vertraut sind, aber dann gelingt es ihr sogar, einen kleinen Gewinn zu erspielen. Plötzlich taucht Joschi auf, wirft zwei Fünfhunderter auf den Tisch und verliert den Betrag fast vollständig. Hanna flüchtet. Joschi passt sie jedoch auf dem Gang ab, schubst sie gegen die Wand und bedrängt sie. Dabei beschimpft er sie, weil sie ihn tags zuvor sitzen ließ, ihm heute jedoch schon wieder nachspioniert. Als ein Wachmann kommt, gelingt es ihr zu entkommen und ihr Auto zu erreichen. Joschi ist also ein Spieler, der mit seinem Leben unzufrieden ist, weil er es aus finanziellen Gründen nicht ändern kann, und in dem eine gewisse Brutalität steckt. Hanna freut sich schon darauf, Benno von dem Erlebten zu berichten. Diese Spur ist in ihren Augen weit vielversprechender als die arme Tanja.

### Elfi die Flüchtlingshelferin
Staatsanwalt Benno Berg trifft im Café Luitpold einen Bekannten, Franz van Vinden. Dieser ist Abteilungsleiter bei der Deutschen Bank, ein freundlicher junger Mann, der seit vielen Jahren Elfi Rothammers Kundenberater war. Endlich hört Benno einmal etwas Positives über die Ermordete. Van Vinden beschreibt sie zwar auch als eigenwillig und kratzbürstig, aber wenn man sie erst einmal durchschaut hat, musste man diese einsame Person mögen. Sie hatte es durch ihr unglaubliches Gespür für Geschäfte geschafft, ihr ansehnliches Vermögen zu vermehren. Weiterhin schildert er sie als eine Art Heilige, die ihren gesamten Gewinn an Flüchtlingsorganisationen gegeben hat. Ein weiterer Beweis für Elfis Großherzigkeit ist auch der Zettel, den die Beamten gefunden haben. Demnach hat Elfi kurz vor ihrem Tode beabsichtigt, für „das Mädchen mit den grünen Haaren und dem Baby“ (Tanja) eine Geldsumme in Höhe von 3000 Euro anzulegen.
Am Nachmittag unterhält sich Benno mit seinem Freund, dem Kriminalhauptkommissar Werner Sinz, über die Akten, die ihm Bolz gegeben hatte. Sie finden es auffallend, dass Arthur Rothammer die Stiftung im Februar 1979 gegründet hat. 10 Monate später war er tot. Außerdem starb er, drei Tage nachdem er sein Testament gemacht hatte. Bekannt ist, dass sich Bolz, Böschen und Frau Rothammer nach Arthurs Tod eng zusammengeschlossen haben. Benno ist überzeugt, dass sie die Stiftungsgelder oder zumindest die Erträge, unter sich aufgeteilt haben.
Benno sucht daraufhin Bankunterlagen im Haus am Nonnengraben und wird fündig. Elfi hat immer wieder beachtliche Summen, die kurz vorher von verschiedenen Konten auf ihrem Girokonto eingegangen waren, an diverse Flüchtlingsorganisationen überwiesen. Er findet aber auch ihr Kinderpoesiealbum. Das Tagebuch ist erschütternd, sie hat als Kind auf der Flucht furchtbare Dinge erlebt. Arthur war für sie der Beginn eines neuen Lebens, sie liebte ihn aus ganzem Herzen. Er aber hatte nur Augen für seine Schwester. Elfi schreibt unter anderem: „Wie habe ich dieses Haus gehasst, weil ich ihn nicht hassen konnte.. die Mauern sind so still geworden.. sogar Karla ist weg. Sie ist im Mai gestorben. Anton hat es mir geschrieben. Es ist einsam ohne sie, ohne ihren Hochmut, an dem ich wuchs.“ Benno begreift, dass es so eine Art subtile Rache an ihrem Mann gewesen sein muss, dass sie das Haus systematisch zugrunde gehen ließ. Für Arthur war das Haus nämlich so etwas wie das Symbol seiner Liebe zu Karla.

### Hanna und Benno versöhnen sich
Auf dem Heimweg nach Bamberg ruft Hanna sowohl ihre Tante Kunigunde als auch Benno an. Benno ist überglücklich, weil sich Hanna bei ihm gemeldet hat, unverletzt und fröhlich. Als sie dann nach ein paar Stunden in sein Büro eintritt, rast Bennos Herz vor Freude. Sie erzählt Benno von ihren Erlebnissen der letzten Tage, vor allem aber von Joschi, dem einzigen noch lebenden Verwandten von Elfi. Benno schimpft Hanna ein bisschen, weil sie die Gefährlichkeit eigener Ermittlungen nicht bedacht hat, da kommt plötzlich Generalstaatsanwalt Daum ins Zimmer. Stadtdirektor Bolz hatte sich bei ihm beschwert, dass Benno in der alten Stiftungssache herumstochere. Daum herrscht Benno an, sich stattdessen um den Neffen und einzigen Erben von Frau Rothammer zu kümmern. Benno – wohlwissend, dass der Herr Stadtdirektor und der Herr Generalstaatsanwalt eng befreundet sind – merkt, dass an der Sache etwas faul ist. Aber Benno lässt sich die Laune nicht verderben und lädt Hanna Tal für den heutigen Abend zum Essen ein. Nun hat es auch Hanna erwischt. Sie kann nicht mehr aufhören, an Benno zu denken.

### Der kleine Herr Ernst
Hanna stellt ihrer Tante Kunigunde die Frage, ob im Haus am Nonnengraben einmal Reparaturen durchgeführt wurden und welche Handwerker beteiligt waren. Leicht errötet erzählt Kunigunde, dass dort einmal das Dach repariert wurde und im Anschluss daran auch das ihres eigenen Hauses. Die Arbeiter hätten darüber geklagt, wie Elfi sie schikaniert hätte, so dass sie schließlich den Auftrag hingeschmissen hätten. Herr Karl Ernst, Vorarbeiter bei der Dachdeckerfirma Simanc, genannt „der kleine Herr Ernst“, habe ihr sein Leid über Elfi geklagt, allein ihr Eierlikör hätte ihn besänftigt.
Im Anschluss an dieses Gespräch sucht Hanna Herrn Ernst auf dem Firmengelände der Firma Simanc auf. Nicht nur Tante Kunigunde, auch Hanna ist beeindruckt von der netten und höflichen Art des kleingewachsenen Herrn Ernst. Er erinnert sich mit Freude an die tägliche Teepause bei Tante Kunigunde während der Bauzeit und bestätigt, dass Elfi die Arbeiter nicht ins Haus ließ. Dies schien ihm auch der Zweck der Übung zu sein. Nebenbei belastet Herr Ernst seinen früheren Chef: Er hätte einmal einen Beleg gesehen, der um ein Vielfaches höher war als das, was sie tatsächlich leisteten. Herr Ernst verspricht Hanna die Akten aus dem Firmenarchiv für den nächsten Tag. Am Ende der Unterhaltung merkt Hanna, dass sie von Stadtdirektor Bolz beobachtet wurde.
Am Abend treffen sich Hanna und Benno, um gemeinsam im „Rockenbachs Garten“ zu speisen. Hanna kann es kaum erwarten, Benno von ihrem Gespräch mit Herrn Ernst zu berichten, dass es Unterlagen gab, überhöhte Rechnungen, die vielleicht beweisen konnten, wie der Betrug mit der Arthur-Rothammer-Stiftung gelaufen war. Benno ist sichtlich beeindruckt. Sie unterhalten sich weiter über den Fall Elfi Rothammer und genießen das gute Essen. Später machen sie noch einen Spaziergang und auf dem Steg vor der Konzerthalle küssen sie sich.

### Ein nächtlicher Einbrecher überfällt Hanna
In der darauffolgenden Nacht hört Hanna merkwürdige Geräusche in ihrem Häuschen in der malerischen Zeile der Fischer- und Schifferhäuser. Nachdem sie Zimmer für Zimmer überprüft hat und nichts Auffälliges entdeckt, nimmt sie eine Schlaftablette und begibt sich zurück ins Bett. Plötzlich schreckt sie auf. Eine männliche Person kniet über ihr und beginnt sie zu würgen. Mit letzter Kraft gelingt es ihr, ihren Angreifer das rechte Knie in den Unterleib zu rammen. Er lässt von ihr ab und flieht durch die Haustür. Hanna wählt Bennos Nummer und bringt mit mühevollem Krächzen einen Hilferuf hervor. Als Benno kurze Zeit später bei ihr eintrifft, sieht er, dass das ganze Wohnzimmer durchwühlt und mit Papier übersät ist. Hannas Augen sind dunkelrot, voller geplatzter Äderchen, und ihr Hals schwillt an. Benno verständigt einen Arzt, den Kriminaldauerdienst sowie die Spurensicherung. Hanna geht es den Umständen entsprechend bald etwas besser, weshalb der Arzt zustimmt, dass sie zu Hause bleiben darf und nicht in eine Klinik muss. Er verordnet einige Tage Bettruhe und dass sie nicht allein bleiben darf. Den Rest der Nacht wacht eine Polizeibeamtin über sie.
Da Stadtdirektor Bolz für den Zeitpunkt des Überfalls auf Hanna ein lupenreines Alibi hat, beschließt Benno sein Augenmerk auf Joschi Schneider zu richten. Dieser weilt gerade im Hotel Nepomuk in Bamberg, angeblich um die Angelegenheiten seiner verstorbenen Tante Elfi zu klären. Bennos Freund Kriminalhauptkommissar Werner Sinz rät ihm, nicht alleine zu Joschi Schneider zu gehen. Sie verabreden sich deshalb um viertel nach zehn in der Hotelhalle, um ihn gemeinsam zu befragen.

### Herr Ernst ist tot und ein Schuppen brennt
Werner Sinz ist es auch, von dem Benno kurze Zeit später erfährt, dass der Vorarbeiter der Firma Simanc, Karl Ernst, in der Nacht zuvor von einer jungen Krankenschwester überfahren und getötet worden ist. Und es sieht nicht wie ein Zufall aus, dass noch in derselben Nacht ein alter Schuppen auf dem Firmengelände der Firma Simanc, vermutlich wegen Brandstiftung, Feuer gefangen hat. Größerer Schaden sei nicht entstanden, da die Feuerwehr die Ausbreitung des Brandes verhindert habe. Bennos Laune ist trotzdem dahin, denn wenn dieser Schuppen das Archiv der Firma war, ist vielleicht wertvolles Beweismaterial verloren gegangen. Die Akten dort waren bislang die einzigen Beweise, die er für die Stiftungsgeschichte auftreiben konnte. Ein wichtiger Zeuge, Karl Ernst, ist tot.
Hanna erhält von Tante Kunigunde per Telefon die schreckliche Nachricht vom Tod des kleinen Herrn Ernst. Kunigunde, die von Hanna über den nächtlichen Überfall auf sie informiert wird, besucht ihre Nichte in deren Häuschen. Sie erzählt Hanna, dass die Bedienung aus dem „Sternla“ erzählt habe, dass der kleine Herr Ernst in der vergangenen Nacht ganz gegen seine Gewohnheit und mit seligem Blick deutlich zu viel über den Durst getrunken hat. Mit seiner Eierlikörflasche im Arm, die er bereits in die Kneipe mitgebracht habe, sei er nach Verlassen selbiger direkt in ein Auto gelaufen.
Als etwas später noch Tanja mit ihrem kleinen Sohn bei Hanna anläutet, frühstücken sie erst einmal gemütlich und laden auch die „Aufpass-Polizistin“ Frau Kröner hierzu ein. Tanja, die sich gut bei Tante Kunigunde eingelebt hat, ist nach wie vor etwas scheu. Doch sie stimmt zu, nun zusammen mit der netten Polizistin Frau Kröner zur Staatsanwaltschaft zu gehen, um ihre Aussage zu machen. Kunigunde erklärt sich bereit, in der Zwischenzeit in Hannas Nähe zu bleiben.
Urplötzlich erinnert sich Hanna des Zettels, den sie bei Joschi Schneider mitgehen ließ. Es ist eine Mahnung des Kreditinstituts Spielerglück Bad Wiessee über 120000 Euro. Auf der Rückseite des Schriftstücks war ein Zeitplan vermerkt, handschriftliche Notizen über eine Bergtour an einem Wochenende, nur kurz unterbrochen durch einen „Abstecher nach Hamburg“. Somit ist für Hanna klar, dass der Mörder – Joschi Schneider – dieses beweiskräftige Dokument bei seinem Einbruch in ihrem Haus gesucht hat.

### Geiselnahme im Hotel Nepomuk
Hanna möchte Benno vor Joschi Schneider warnen. Als sie herausfindet, dass er beabsichtigt, Joschi im Hotel Nepomuk zu treffen, radelt sie panikartig zum Hotel und steht schließlich vor Joschis Zimmertür.
Diese öffnet sich plötzlich, und Joschi zerrt sie ins Zimmer. Er fesselt und knebelt sie und schubst sie ins Badezimmer, wo er sie in der Duschkabine an der Stange der Brause festbindet. Der stark betrunkene Joschi zückt ein Messer und gibt ihr zu verstehen, dass er sie bestrafen wird, weil sie ihn sitzen gelassen hatte. Hanna versteht sein wirres Gerede nur mit Mühe, doch schließlich begreift sie, dass er in der vergangenen Nacht die Briefe seiner Mutter auf ihrem Schreibtisch gelesen haben muss. Joschi glaubt nun, das Kind von Arthur und Karla zu sein, von Bruder und Schwester. In seinem Wahn verwechselt Joschi Hanna mit seiner Mutter, weshalb Hanna fürchtet, dass er sie nun anstelle seiner Mutter leiden lassen würde.
Plötzlich klopft es an der Tür. Es ist Benno, der Joschi einige Fragen stellen möchte. Aus Sorge, dass er Joschi verpassen könnte, wollte er das Eintreffen des Polizeihauptkommissars Sinz nicht abwarten. Joschi sperrt sein Opfer Hanna im Badezimmer ein und lässt Benno nach kurzem Zögern ins Zimmer eintreten. Benno befragt ihn sogleich nach dem Grund seines Aufenthaltes in Bamberg und möchte wissen, wann er vom Tod seiner Tante erfahren hat. Joschi antwortet, dass er vor zwei Tagen vom Rechtsanwalt seiner Tante, Herrn Böschen, über ihren Tod informiert wurde und dass er nach Bamberg gereist sei, um sich mit diesem zu besprechen. Er habe seine Tante nicht gekannt, er habe erst nach dem Tod seiner Mutter im Mai von deren Existenz erfahren, als er die Papiere seiner Mutter durchsah. Hanna versucht währenddessen verzweifelt durch Tritte gegen die Duschkabine auf sich aufmerksam zu machen, doch die schalldichte Tür verhindert, dass Benno sie wahrnimmt.
Konzentriert verhört Benno den sichtlich nervösen Joschi Schneider. Er erklärt ihm, dass er wegen des gewaltsamen Todes seiner Tante ermittle, und befragt ihn nach einem Alibi für die vergangene Nacht. Interessanterweise wundert sich Joschi nicht im Geringsten darüber, was dies mit dem Fall seiner Tante zu tun hat. Durch einen weiteren Trick bringt Benno Joschi dazu, zuzugeben, am Sonntag, den 12. August in Elfis Haus eingedrungen zu sein: Er behauptet einfach, dass Joschi von einer Nachbarin vor dem Haus von Frau Rothammer gesehen wurde. Joschi streitet dies daraufhin nicht ab, sondern gibt zu, dass er sich das Haus am 10. oder 12. August angesehen hat. Er verbessert sich sogleich und meint, dass es nicht der 12. August gewesen sein kann, weil er für diesen Tag ein Alibi hätte, er sei da auf einer Bergtour gewesen.
Benno spricht einen Haftbefehl gegen Joschi Schneider aus, da bislang niemand den genauen Todestag wusste – das könne nur ein Mensch wissen, nämlich der Mörder.
Benno erlaubt Joschi noch kurz ins Bad zu gehen, da er selbst einmal in genau diesem Hotelzimmer übernachtet hatte und weiß, dass das Badfenster zu klein zur Flucht ist. Joschi schnappt sich Hanna als Geisel, indem er ihr ein Messer an den Hals hält, und sperrt Benno im Badezimmer ein. Anschließend steckt er einen Haufen Tempotaschentücher auf einem der Betten in Brand und flüchtet mit seiner Geisel. Trotz der Aussichtslosigkeit des Unterfangens versucht Benno sich durch das Badfenster zu zwängen, als er den Polizeihauptkommissar Werner Linz in Richtung Hotel laufen sieht. Es gelingt Benno aufgrund des lauten Rauschens des angrenzenden Mühlbachs beinahe nicht, Werner auf sich aufmerksam zu machen, doch im letzten Moment schafft er es, Werner per Fingersprache mitzuteilen, was geschehen ist. Kurz darauf tauchen Joschi Schneider und Hanna auf. In einem Überraschungsangriff gelingt es Werner Linz, Hanna von Joschi zu trennen und Joschi zu überwältigen. Hanna, die wegen der brennenden Taschentücher in höchster Sorge um den eingeschlossenen Benno ist, kümmert sich darum, dass die Tür zu Joschis Hotelzimmer geöffnet wird. Glücklicherweise findet sie nur ein leise glimmendes Betttuch vor. Benno wird befreit und schließt Hanna in die Arme.

### Joschi wird verhört
Im Beisein von Benno wird Joschi (eigentlich Josef Arthur) Schneider von Kriminalhauptkommissar Sinz vernommen. Joschi sagt aus, dass er erst nach dem Tod seiner Mutter davon erfahren habe, dass er eine Tante hat. Bei der Beerdigung seiner Mutter seien nur wenige Leute anwesend gewesen, seltsamerweise aber sein Vermieter Anton Dechant, der sie wohl von früher kannte. Leider habe er – Joschi – vergessen, Anneliese Kurt, die er, seit er ins Internat gekommen ist, nicht mehr gesehen hat, vom Tod seiner Mutter zu schreiben. Den Vorwurf seine Tante getötet zu haben, bestreitet Joschi vehement. Er verrät jedoch, seine Tante zweimal „besucht“ zu haben. Zuerst lügt er und behauptet, er hätte sich bei seinem ersten Besuch mit seiner Tante bestens verstanden, doch dann gibt er zu, dass es in Wirklichkeit zu einem heftigen Streit mit ihr kam. Sie wollte ihm weder Geld noch Aussicht auf das Haus geben. Dabei brauchte er doch dringend Geld, um seine Gläubiger zufriedenzustellen. Sie habe ihn als „Erbschleicher“ bezeichnet und rausgeschmissen. „Ich habe deine Mutter davongejagt und du verschwindest jetzt auch“ soll sie sogar gesagt haben.
Joschi gesteht, dass er drei Wochen später, am Sonntag, den 12. August, also dem Tag, an dem er angeblich in den Alpen war, gewaltsam in Elfi Rothammers Haus eingedrungen ist. 3000 Euro, die er auf Elfis Schreibtisch liegen sah, habe er eingesteckt. Benno ahnt, dass dieses Geld eigentlich für Tanja bestimmt war, denn die Polizei hatte einen Zettel mit der Aufschrift „Für Tanja und den Kleinen“ auf Frau Rothammers Schreibtisch gefunden. Weiterhin gibt Joschi zu, in Tötungsabsicht in das Haus eingebrochen zu sein, weshalb er auch das Alibi gebastelt hat. Allerdings sei seine Tante zu seinem Erstaunen bereits tot gewesen, als er eintraf. Auffällig sei gewesen, dass vor ihr auf dem Tisch ein frischer Blumenstrauß gelegen hat.
Dass Joschis Aussagen der Wahrheit entsprachen, bestätigt sich, als Benno kurze Zeit später mit Tanja Steinhübel, dem Mädchen aus dem Haus am Nonnengraben, spricht. Tanja sagt aus, dass sie es war, die den Blumenstrauß, den sie Frau Rothammer schenken wollte, auf den Tisch vor die Leiche gelegt hat. Somit war Joschi Schneider nicht der Mörder von Frau Rothammer.

### Der Mörder gesteht
Während Hanna Benno in ihren Ermittlungen immer eine Spur voraus war, ist es nun Benno, der einer entscheidenden Spur nachgeht. Er hat von Anneliese Kurt erfahren, dass es Anton Dechant war, der sie über den Tod von Karla unterrichtete. Herr Dechant hat Frau Kurt auf der Beerdigung vermisst und sie deshalb angeschrieben.
Benno fährt zu Herrn Dechant, und der alte Mann erzählt ihm bereitwillig seine „Geschichte“: Dabei kommt zu Tage, dass Anton Dechant ein Freund von Arthur Rothammer war und sich unsterblich in dessen Schwester Karla verliebt hatte. Als Karla wegen der bevorstehenden Heirat ihres Bruders mit Elfi Patzig so unglücklich war, tat Dechant alles, um sie zu trösten. Karla ließ sich auf eine Liebesnacht mit ihm ein und erwartete anschließend ein Kind von ihm. Nach dieser Nacht ließ sie ihn jedoch nie wieder an sich heran. Nach einem Streit mit Karla, den Elfi belauscht hatte, ließ er sich von Elfi verführen. Er konnte sich ihr aber aufgrund seiner Gefühle für Karla nicht hingeben, woraufhin Elfi ihn als Versager und Schlappschwanz bezeichnete. Das eigentlich Unverzeihliche sei aber gewesen, dass Elfi Karla anschließend von der Liebesnacht erzählte, dabei wusste sie als einzige, dass Karla von ihm schwanger war, nicht einmal er wusste das zu diesem Zeitpunkt. Karla wandte sich daraufhin für alle Zeit von Dechant ab. Ihren gemeinsamen Sohn, der bereits drei Wochen nach seiner Geburt starb, nannte sie nicht nach ihm, sondern nach ihrem Bruder. Nur ein einziges Mal suchte Karla Dechant auf, um ihn um Hilfe für ihren zweiten Sohn Joschi zu bitten. Diesen Wunsch erfüllte er ihr und vermietete Joschi zu sehr günstigen Konditionen die Räume für seine Praxis. Am selben Tag meinte er zu Karla, dass das Haus am Nonnengraben nach dem Tod ihres Bruders Arthur doch nun ihm und ihr als Erben ihres verstorbenen Kindes gehöre. Karla wollte davon jedoch nichts wissen.
Zum Schluss gesteht Dechant, dass er Elfi in ihrem Haus am Nonnengraben besucht habe. Er hätte ihr alles für das Haus gegeben, sogar sämtliche seiner anderen Häuser. Das Haus wäre für ihn wie der Traum von der Rückkehr ins Paradies gewesen. Doch mit demselben hämischen Grinsen, wie sie zugesehen hatte, als Karla ihn wegschickte, sagte sie: „Ich verkaufe das Haus nicht, schon gar nicht einem Schlappschwanz wie dir.“ Daraufhin habe er sie erwürgt.

## Besonderheiten
Die Autorin Karin Dengler-Schreiber die nicht nur aufgrund ihrer Ausbildung zur Historikerin Parallelen zur Protagonistin aufweist, benutzt als Pseudonym für ihren Roman den Namen Anna Degen. Letztlich bleibt es unklar, weshalb sie ein Pseudonym benutzt, da doch jeder auf der Rückseite des Romans den wirklichen Namen der Autorin nachlesen kann.

## Ausgabe
- Das Haus am Nonnengraben. Emons Verlag (Reihe „Franken-Krimi“), Köln 2007. ISBN 978-3-89705-494-3